# Almocar
Almocar in Dachau baute seit 1956 Nutzfahrzeuge mit Verbrennungs- und Elektromotor unter dem Markennamen Almocar.

## Geschichte
Das Unternehmen existierte seit 1956 mit Hauptsitz in der Herterichstraße 4 in Dachau und zog später in die Karl-Benz-Straße 6 a. Neben den frühen Benzinlastkarren gehörten insbesondere Gabelstapler, Hubwagen, „Ameisen“ und andere Fahrzeuge der Lagerlogistik  zu den Produkten dieses Unternehmens. Spätestens seit den 1960er Jahren und mindestens bis in die 1990er Jahre hinein gab es ein umfangreiches Typenprogramm an Elektrofahrzeugen, das Schnelltransporter, Dreiräder und Werkschlepper umfasste. Seit den 1990er Jahren firmierte das Unternehmen unter „ALMOCAR Hornung“ und verwendete den Namen Almocar als Produkt- bzw. Markennamen. In den 1980er und 1990er Jahren warb Almocar international mit dem Slogan „Almocar: The Way to Success“ und in Deutschland mit „Almocar: Der Name für Qualität und Leistung“.
Um das Jahr 2000 erfolgte die Übernahme durch die Linde AG, die als Zulieferer von Aggregaten für die Fahrzeuge von Almocar bereits zuvor eng mit dem Unternehmen kooperierte.

## Fahrzeugmodelle
- Almocar-Dromedar, 1956, dreirädrige Benzinlastkarre, wahlweise als Hochlader, Tieflader, Muldenkipper, mit Hubeinrichtung und als Ziegeltransportwagen, sowie als Sonderausführung für Spezialeinsätze, 1,0 t Nutz- und 2,0 t Anhängelast, 20 % Steigvermögen, luftgekühlter 4-Takt-Ottomotor mit 3-Gang-Getriebe[3]
- E 200, um 1960–1990, vierrädriger Elektro-Schnelltransporter mit offener Plattform (Frontlader), 0,35 t Nutz- und 1,0 t Anhängelast, 20 % Steigvermögen[4]
- E 600, um 1965–1990, vierrädriger Elektro-Schnelltransporter mit offener Plattform, 0,6 t Nutz- und 1,0 t Anhängelast, 20 % Steigvermögen[5]
- EX 200, 1975, vierrädriger Elektro-Schnelltransporter mit offener Plattform (Frontlader), 0,333 t Eigengewicht, 0,222 t Nutzlast, 1,25 PS
- D 160, 1978, Gabelstapler, 1,6 t (2,7 t Eigengewicht, 4,3 t zulässiges Gesamtgewicht), Hubhöhe unbekannt
- G 160, 1978, Gabelstapler, 1,6 t (2,655 t Eigengewicht, 4,33 t zulässiges Gesamtgewicht), Hubhöhe 2,73 Meter, Bauhöhe 1,99 Meter, Freihub 0,15 Meter, Gabellänge 1,15 Meter, 40 PS
- D 25, 1978, Gabelstapler, 2,5 t (4,25 t Eigengewicht, 6,82 t zulässiges Gesamtgewicht), Hubhöhe unbekannt
- D 2000, 1978, Gabelstapler, 3,0 t, 43 kW (4,05 t Eigengewicht, 7,02 t zulässiges Gesamtgewicht), Hubhöhe unbekannt
- A 100, 1979, vierrädriger Elektro-Schnelltransporter mit offener Plattform, wahlweise mit Plane und Spriegel, 2,0 t Nutzlast
- SH 50, um 1990, Gabelstapler, 5 t, Hubhöhe 5 Meter[6]
- CONNY „S“, um 1990, selbstfahrender Hubwagen, 1,0 t, Hubhöhe wahlweise 2,1 oder 3,0 Meter[7]
- DGF-F, um 1990, selbstfahrender Hubwagen, 0,3, 0,5 oder 0,75 t, Hubhöhe 2,2 Meter[8]
- E 500, um 1990, dreirädriges Elektro-Lastfahrzeug mit Ladekorb, 0,5 t Nutzlast, 90° Schwenk aus 1,4 Meter Gang möglich[9]
- A 3, um 1990, dreirädriger Elektro-Werkschlepper, 3 t Anhängenutzlast[10]
- A 5, um 1990, dreirädriger Elektro-Werkschlepper, 5 t Anhängenutzlast[11]
- [E] 620, 1992–1995, vierrädriger Elektro-Schnelltransporter mit offener Plattform, 0,8 t Nutzlast, Zugkraft 1250N/5min und 400N/60min am Zughaken, 24 Volt
- [E] 1230, 1994, vierrädriger Elektro-Schnelltransporter mit offener Plattform, 1,2 t Nutzlast